# Mary Sue
Mary Sue (w Polsce obowiązuje również spolszczone określenie Marysia Zuzanna oraz potocyzm merysujka; w przypadku mężczyzny używa się określenia Gary Stu, ewentualnie Marty Stu czy Larry Stu) − pejoratywne określenie wyidealizowanej postaci literackiej.

## Charakterystyka
Nie ma określonego wzorca, który pozwalałby z całą pewnością stwierdzić, jaką postać możemy nazwać Mary Sue. Najczęściej przyjmowany jest wzór pięknej femme fatale, która posiada niemalże wyłącznie same zalety i odnosi nieustanne sukcesy. Postać określona tym mianem może być nią jednak nawet wówczas, gdy wady posiada – jest ich jednak zbyt mało lub są zbyt nikłe czy tuszowane, aby można było uznać postać za rzeczywistą.
Terminem Mary Sue można jednak określić również postać z pozoru negatywną o nierzadko tragicznej przeszłości. Najczęściej są to postaci skrajnie przerysowane: morderczyni, ofiara gwałciciela bądź przemocy w rodzinie, niemająca przyjaciół, źle się ucząca, ubierająca na czarno, buntująca się przeciwko wszystkiemu. Taką Mary Sue najprościej rozpoznać po typowej dla tego podgatunku arogancji i ironii w wypowiedziach oraz po rzekomo zimnym sercu.
Termin Mary Sue jest terminem o płynnych granicach: nie zawsze można jednoznacznie stwierdzić, czy postać zasłużyła już na to miano czy jeszcze nie.
Pojęcie Mary Sue najczęściej stosowane jest w obszarze fanfiction, ale zdarza się też użycie w krytyce literackiej (np. wobec postaci Mikaela Blomkvista z trylogii Millenium autorstwa Stiega Larssona) lub filmowej.

## Etymologia
Nazwa wywodzi się od imienia bohaterki wydanego w 1972 roku opowiadania Pauli Smith „A Trekkie's Tale”, które to opowiadanie z założenia miało być parodią popularnego serialu „Star Trek”. Mary Sue została tam opisana jako piętnastoletnia oficer floty kosmicznej, której uroda była tak zniewalająca, że sam kapitan zaproponował jej pójście do łóżka. Dalsze losy Mary Sue opowiadają o uwięzieniu na obcej planecie i uratowaniu wszystkich przez samą Mary, która następnie pilotowała samodzielnie statek Enterprise, za co otrzymała Pokojową Nagrodę Nobla, Wolkański Order Odwagi i Trafmandoriańską Nagrodę Mężczyzny Roku.
O ile nazwę Mary Sue stosuje się przede wszystkim do nieświadomie wyidealizowanych postaci, o tyle oryginalna Mary Sue jest taką postacią z głównego zamierzenia i miała stanowić satyrę na wszystkie kobiece postaci, które są nazbyt odrealnione.

## Marysuizm
Wraz z terminem Mary Sue narodził się termin marysuizm (nazywany przez niektórych błędnie marysueizmem lub Mary Sueizmem). Jest pojęciem, które obejmuje literaturę szerzej niż sama nazwa Mary Sue. Może oznaczać samo występowanie Mary Sue w utworze, ale również nadmierny patos lub nierealność bądź idealizację zdarzeń (jak na przykład deszcz w przypadku scen smutnych).
Osoby, które powołują postać Mary Sue do życia, nazywane są Suethorami (z angielskiego: Sue i author) bądź marysuistami, chociaż są to terminy rzadko stosowane.